# نوغان سفلی (بوئین میاندشت)
نوغان سفلی یک روستا در ایران است که در دهستان کرچمبو شمالی واقع شده‌است. نوغان سفلی ۲۱۷ نفر جمعیت دارد.